# ميخائيل آن
ميخائيل آن (19 فبراير 1952 بولاية طشقند في أوزبكستان - 11 أغسطس 1979 بدنيبرودزرجينسك في أوزبكستان) هو مدرب كرة قدم ولاعب كرة قدم (وحمل سابقاً جنسية الاتحاد السوفيتي) في مركز الوسط. شارك مع منتخب الاتحاد السوفيتي لكرة القدم. أما مع النوادي، فقد لعب مع نادي باختاكور طشقند.

## وصلات خارجية
- ميخائيل آن على موقع ناشيونال فوتبول تيمز (الإنجليزية)
- ميخائيل آن على موقع Soccerway.com (الإنجليزية)